# Willem Everhardus Johannes Bulk
Willem Everhardus Johannes Bulk (Weesp, 14 september 1887 - 1975?) was een Nederlands politicus.
Hij werd geboren als zoon van Jan Dirk Nicolaas Bulk (1855-1934) en Catharina van Bruggen (1857-1940). Hij was controleur voor de steunverlening bij het departement van Sociale Zaken voor hij in 1937 benoemd werd tot burgemeester van Vuren. Vanaf 1941 was hij daarnaast de burgemeester van Herwijnen. Kort voor zijn pensionering in oktober 1952 als burgemeester van Vuren en Herwijnen werd hij waarnemend burgemeester van Zuilichem en Gameren. In 1955 werden die gemeenten opgeheven waarmee zijn functie kwam te vervallen.